# Tiliaphis pseudoshinae
Tiliaphis pseudoshinae är en insektsart. Tiliaphis pseudoshinae ingår i släktet Tiliaphis och familjen långrörsbladlöss. Inga underarter finns listade i Catalogue of Life.